# Fissidens semicompletus
Fissidens semicompletus är en bladmossart som beskrevs av Hedwig 1801. Fissidens semicompletus ingår i släktet fickmossor, och familjen Fissidentaceae. Inga underarter finns listade i Catalogue of Life.